# Município de Fitchville (condado de Huron, Ohio)
Localização do Ohio nos E.U.A.
O município de Fitchville (em inglês: Fitchville Township) é um município localizado no condado de Huron no estado estadounidense de Ohio. No ano de 2010 tinha uma população de 1056 habitantes e uma densidade populacional de 15,7 pessoas por km².

## Geografia
O município de Fitchville encontra-se localizado nas coordenadas 41° 06′ 16″ N, 82° 29′ 32″ O. Segundo a Departamento do Censo dos Estados Unidos, o município tem uma superfície total de 67.25 km², da qual 67,04 km² correspondem a terra firme e (0,32 %) 0,21 km² é água.

## Demografia
Segundo o censo de 2010, tinha 1056 pessoas residindo no município de Fitchville. A densidade populacional era de 15,7 hab./km².